# Penicillium bialowiezense
Penicillium bialowiezense K.W. Zaleski – gatunek grzybów z klasy Eurotiomycetes. Mikroskopijne grzyby strzępkowe.

## Systematyka i nazewnictwo
Pozycja w klasyfikacji według Index Fungorum: Penicillium, Aspergillaceae, Eurotiales, Eurotiomycetidae, Eurotiomycetes, Pezizomycotina, Ascomycota, Fungi.
Po raz pierwszy opisał go w 1927 roku Karol Zaleski w glebie iglastego lasu w Polsce. Jens Christian Frisvad i Robert Archibald Samson w 2004 r. wyznaczyli jego neotyp.

## Badania naukowe
P. bialowiezense to grzyb glebowy. Podano jego stanowiska w Polsce i Korei Południowej. Wyizolowano z niego siedem spiroditerpenoidów wykazujących własności przeciwzapalne.